# 杂多酸
杂多酸（英語：Heteropolymetalate）是一種有特定金屬及非金屬組成的含氧酸，如磷钼酸。杂多酸是由多酸再加上其它含氧酸多面體，形成的複雜結構。杂多酸常在化學反應中作為可重複使用的酸觸媒。
杂多酸必须要有如鎢、钼、釩等金屬元素，即增补原子（addenda atom），还要為含氧酸，同时需要有週期表中p区元素的化學元素，例如矽、磷或是砷，即杂原子（hetero atom），最后还要有酸性的氫離子。
增补的金屬原子和氧原子鍵結，成為簇合物，而杂原子也和氧原子鍵結。杂多酸形成的鹽類稱為雜多酸鹽。

## 分類及結構
由於可能有不同的增补原子和杂原子結合，因此有許多不同的雜多酸。知名度較高的二種分別是Keggin结构HnXM12O40及Dawson结构HnX2M18O62。

| 磷鵭酸離子的結構      | Dawson離子             |
| Keggin结构，XM12O40n− | Dawson结构，X2M18O62n− |

以下是一些雜多酸的例子：
- H4Xn+M12O40，X = Si, Ge; M = Mo, W
- H3Xn+M12O40，X = P, As; M = Mo, W
- H6X2M18O62，X=P, As; M = Mo, W

## 催化劑的應用
杂多酸常作為勻相催化及多相催化的催化劑。尤其是Keggin結構的杂多酸，有良好的熱穩定性，且是強酸及強氧化劑。以下是一些催化劑的例子：
- 勻相酸催化劑
  - 丙烯加成為2-丙醇，催化劑為H3PMo12O40及H3PW12O40。
  - 普林斯反应的催化劑為H3PW12O40。
  - 四氢呋喃的聚合，催化劑為H3PW12O40。
- 多勻相酸催化劑
  - 2-丙醇脫水為丙烯及甲醇的脫水反應，催化劑為H3PW12O40。
  - 由己烷製備2-甲基戊烷，催化劑為二氧化矽中的H3PW12O40。
- 勻相氧化
  - 环己烯被过氧化氢氧化，形成己二酸，催化劑為有多種增补原子的H3PMo6V6O40。
  - 酮類被氧氧化，形成羧酸及醛類，催化劑為有多種增补原子的H5PMo10V2O40。

杂多酸常用在化學分析及生物组织学研究中，也是許多化學試劑的成份，像Folin-Ciocalteu試劑、Lowry蛋白質檢測中用的folins苯酚試劑，以及EPTA（磷钨酸的乙醇溶液）。